# CUBE!
『CUBE!』（キューブ）は、『テックウィンDVD』2005年4月号のコンテストパークにおいて金賞を受賞したMASAによるRPGツクール2000製のロールプレイングゲーム。最新版は同年6月30日公開のver.1.10となっている。

## 概要
タイトルになっている「キューブ」とは、作中に登場する魔法にかかわった小さな石である。魔法を習得した者が用いることによって、それぞれの「キューブ」に備わった属性に応じた魔法を発動させることができる。しかし「クリスタルキューブ」は、他の「キューブ」と異なり属性をもたず、空間への干渉が可能という特性がある。
学園の魔法科に通う主人公の少女アルトは、長期休暇の際に「クリスタルキューブ」を探すという課題を与えられ、友人であるミントやマリネとともに探索を始める。そして彼女たちは深刻な事件に巻き込まれ、自分たちに与えられた課題の意味を知ることになる。

## 制作背景
作者であるMASAは、ゲームの制作する際は物語に重点を置いているとした上で、「気持ちや考えなど、それぞれの意思」によって登場人物たちは行動し、それらが交わることによって「物語が動きはじめる」とする。そして「悪があるから倒そうというのではなく、それぞれの考えの相違がやがて争いを生む」のであり、「その物語の深さがいつも自分の目指すところ」であると述べている。
本作は「非日常の世界の中での"心"というもの」に焦点をあてた作品とされ、「哀しみによって彩られる世界の中で人々がつかむ希望が何なのか、漫画を読むような感覚で楽しんでいただきたい」と思い、制作したと述べている。また物語の「自由度が少ない」代わりに「それ以外のところの自由度」を上げたとしている。
そして「物語と同時に戦闘にもこだわって」おり、斜め見下ろし型の戦闘シーンではグラフィックやパーツの配置などに苦慮したとしている。システム面では「いろんなことを詰め込んだため、かなりの部分を調整」したことを苦労した点としてあげている。なお本作において使用されている素材は、「音関係」を除きすべて自身が作成したものであるという。

## 評価
テックウィンコンテストパークでは、「ビジュアルだけ見ると美少女臭が強そうで、その手のゲームが嫌いなヒトは敬遠したくなるかもしれない」が、「シナリオとシステム、そしてビジュアルという、ゲーム制作で重視するべき３つの要素が、どれも高い次元でまとまっている」作品と評価されている。「クォータービューの戦闘シーンなど、システム面も妥協が一切見られない」と評されており、「ストレスなくサクサクと進められるゲームバランスのよさ」についても評価されている。
ベクターの「新着ソフトレビュー」では、「グラフィックの美麗さもさることながら、複数のコマ割りによる表現やカットインなど、まるで漫画やアニメを見ているような感覚で楽しめる」と評価されており、「ストーリー、キャラクター、独自のシステム、そして演出。いずれもフリーソフトとは思えない完成度の高さ」と評されている。ただし「非常に多くの特徴を備えたシステムだけに、予備知識なしでプレイすると、基本的な操作だけでも迷ってしまう可能性が高い」ため「説明書に目を通してから開始することをお勧めする」としている。また豊富なやり込み要素を備え、繰り返し楽しめる作品とも評されている。
『Free Games』（晋遊舎）では、「謎の多いストーリー展開と共に、戦略性のあるバトルをじっくり楽しむことができる逸品」と評されており、「練りこまれた戦闘システムにより、ギリギリの駆け引きが楽しめる」とされている。そして「戦闘をはじめ、イベントやグラフィックなどが丁寧に作り込まれており、一気にプレイできたのが好印象」と評価されている。
『フリーゲームベストヒット』（司書房）では、「2005年フリーゲームランキング」の1位として紹介され、萌え系なキャラクターながら「よくあるキャラ優先のゲーム」ではなく、「様々な要素がハイレベルで融合した上質なゲーム」と評されている。「王道ながら演出の細かさと、バランスの良さが目立つ」と評価されており、「さまざまなイラストでストーリーを盛り上げ、コンシューマ顔負けの迫力を魅せ」ると評されている。また「飽きのこない練りこまれた戦闘システム」についても評価されており、「最初は覚えることが多く、複雑なため戸惑うかもしれない」が「雑魚戦も作業にならずに楽しむことができるだろう」とされている。カード集めなど「コレクション性」の高さについても評価されている。
『無料最新Windowsゲーム200+』（笠倉出版社）では、「咄嗟にガード」など戦闘関連のシステムが特徴的な作品とされ、「戦闘以外でもゲームを盛り上げる要素は多い」とされている。イベントシーンについては「絵もしっかりと作りこまれているので、文字だけで進む物語にはないくらい、物語に入り込める」と評されている。
『次世代フリーゲームの殿堂』（英和出版社）では、「かわいらしいグラフィックがイベントの一枚絵だけではなく戦闘シーンにも使われており、それを楽しむための戦闘システムも備えている」と評されており、戦闘システムについては「咄嗟にガードや連携、戦闘ボーナス、カードなどの要素によって戦いの“駆け引き”を楽しめる」と評価されている。